# آی‌گون کاظموا
آی‌گون کاظموا (ترکی آذربایجانی: Aygün Kazımova؛ زادهٔ ۲۶ ژانویهٔ ۱۹۷۱) هنرپیشه، خواننده، موسیقی‌دان و ترانه‌سرا اهل جمهوری آذربایجان است.